# Transtorno global do desenvolvimento
Transtorno global do desenvolvimento (TGD) ou Distúrbio Abrangente do Desenvolvimento (PDD, em inglês), anteriormente Transtorno de desenvolvimento pervasivo (TDP), é uma categoria que engloba cinco transtornos caracterizados por atraso simultâneo no desenvolvimento de funções básicas, incluindo socialização e comunicação. Os transtornos globais do desenvolvimento são:
- Autismo, o mais conhecido;
- Síndrome de Rett;
- Transtorno global do desenvolvimento sem outra especificação, que inclui (ou também é conhecido como) autismo atípico.

Os pais podem perceber os sintomas de PDD desde a primeira infância, ocorrendo as primeiras manifestações tipicamente antes dos três anos. Em geral, o PDD por si só não afeta a expectativa de vida.

## Terminologia
Não há consenso entre os médicos sobre o uso do termo PDD. Muitos utilizam PDD como abreviação de PDD-NOS. Outros usam o termo PDD por ter sentido mais geral, hesitando em diagnosticar crianças muito novas com um tipo mais específico de PDD, como autismo. Ambas as abordagens contribuem para que se faça confusão com o termo, porque o PDD na verdade se refere a uma categoria de transtornos, não a um diagnóstico específico.
Em Língua Portuguesa, a sigla PDD possui três possíveis traduções:
- Transtorno Global do Desenvolvimento;
- Distúrbio Abrangente do Desenvolvimento;
- Transtorno Invasivo do Desenvolvimento.[3]

Freqüentemente, o PDD-NOS é chamado apenas de "PDD", o que é incorreto. O termo PDD se refere a uma classe de distúrbios, à qual pertence o Autismo. O termo PDD em si não designa um diagnóstico, enquanto PDD-NOS sim. Para complicar mais a questão, o PDD-NOS também pode ser chamado de "desenvolvimento atípico de personalidade", "PDD atípico" ou "autismo atípico".
Por causa do "NOS", que em inglês significa "sem outra especificação", é difícil dizer o que exatamente é o PDD-NOS, exceto que é uma desordem do espectro autista (DEA). Algumas pessoas diagnosticadas com PDD-NOS estão próximas do quadro de síndrome de Asperger, mas não se encaixam perfeitamente. Outros têm algo próximo a um autismo completamente desenvolvido, mas faltam alguns sintomas. O campo da Psicologia tem considerado a criação de diversas subclasses dentro do PDD-NOS.

## Sinais e sintomas
Os sintomas dos PDD podem incluir problemas de comunicação, como:
- Dificuldade no uso e compreensão da linguagem;
- Dificuldade em se relacionar com pessoas, objetos e eventos;
- Brincadeiras não-usuais com brinquedos e outros objetos;
- Dificuldade com mudanças de rotina ou do ambiente familiar;
- Padrões repetitivos de movimentos corporais ou comportamentos.

## Tipos
O autismo, um distúrbio do desenvolvimento cerebral caracterizado por interação social e comunicação debilitadas, e por uma gama limitada de interesses e atividades, é o PDD mais característico e o que foi melhor estudado. Outros tipos de PDD são otranstorno desintegrativo da infância, a síndrome de Rett, e o transtorno global do desenvolvimento sem outra especificação (PDD-NOS).
Entre as crianças com PDD, há grande diversidade de habilidades, inteligência e comportamento. Algumas simplesmente não falam, outras apenas poucas frases e assuntos, e algumas possuem desenvolvimento da linguagem praticamente normal. Atividades repetitivas e habilidades sociais limitadas geralmente são evidentes. Respostas incomuns a informações sensórias – sons altos, luzes – também são comuns.

## Diagnóstico
Alguns clínicos usam PDD-NOS como um diagnóstico "temporário" para crianças abaixo dos 5 anos, quando por algum motivo há relutância quanto ao diagnóstico de autismo. Há diversos motivos para isto: crianças muito novas têm pouca interação social e pouca habilidade de comunicação pela própria idade, portanto pode ser enganador o diagnóstico de casos brandos de autismo nesta fase. Supõe-se que, por volta dos 5 anos, os comportamentos incomuns ou vão desaparecer ou se desenvolver para um autismo diagnosticável. No entanto, alguns pais vêem o rótulo de PDD apenas como um eufemismo para as desordens do espectro autista, problemático porque interfere nos benefícios da estimulação precoce.

## Tratamento
São usados medicamentos para tratar problemas comportamentais específicos; a terapia para crianças com PDD deve ser especializada, de acordo com as necessidades de cada criança.
Algumas crianças com PDD se adaptam bem em  classes especiais reduzidas, em que o ensino é ministrado na base de um para um. Outras funcionam bem em classes especiais normais, ou em classes regulares com suporte. Estimulação precoce, incluindo programas educacionais e serviços de apoio especializados são fatores críticos no aprimoramento dos resultados de indivíduos com PDD. Há muitas crianças com PDD entre os 2 e 5 anos. Os sinais podem ser detectados facilmente no ambiente escolar, familiar, etc.

## Leitura recomendada
- Volkmar FR (ed) (2007). Autism and pervasive developmental disorders 2nd ed. [S.l.]: Cambridge University Press. ISBN 0521549574 (em inglês)
- Tese de doutorado: http://www.lume.ufrgs.br/bitstream/handle/10183/26482/000759347.pdf?sequence=1